# António Macheira
António Henrique da Cruz Macheira (Olhão, em 5 de Agosto de 1933 - Olhão, 14 de Dezembro de 1957) foi um escritor algarvio.
Os seus pais, José Rodrigues Macheira (natural de Querença, Loulé, gerente conserveiro) e Maria João Pinheiro da Cruz Macheira (natural de Olhão, pianista por devoção).
Ainda muito jovem (aos 12 anos de idade), teve um grave acidente que viria a modificar a sua vida. Nos 10 anos que se seguiram, fez uma vida normal embora se soubesse que o seu futuro não era nada promissor, sobretudo quando comparado com o dos seus amigos. No convívio com colegas e companheiros procurava sempre maneira de estar à altura deles, acompanhando-os nas brincadeiras, namoricos e tantas outras coisas próprias da juventude. Em casa, isolado e pensativo, lia ou deliciava-se com programas de rádio, apreciava música clássica, escrevia ou lia avidamente, como se se sentisse iluminado por uma força interior.
Era um conversador exímio, autodidacta, que se dedicou de alma e coração à literatura e às humanidades, lendo e aprendendo, entusiasticamente, com Camões, Pessoa, Garrett, Tolstoi, Zola, Balzac e outros vultos famosos de escritores e poetas. A sua imaginação criativa e o amor à vida contribuíram para adquirir conhecimentos que de outro modo não era possível alcançar.
Talentoso rodeado dos maiores mestres da literatura universal, que muito contribuíram para que este jovem fosse reconhecido como uma perda prometedora no mundo das letras.
A azáfama marítima, as indústrias, a vida dos pescadores e as belezas das terras algarvias são narradas intensamente. A sua terra, Olhão, é descrita, principalmente, de maneira “invejável e soberba”.